# 弗兰纳赫
弗兰纳赫是奥地利施蒂利亚州费尔德巴赫县的一个市镇。总面积8.04平方公里，总人口537人，人口密度66.8人/平方公里（2001年）。